# アレクサンドル・ブツコ
- アレクサーンドル・ブーチコ

アレクサンドル・ブツコ（ロシア語: Александр Анатольевич Бутько, 1986年3月18日 - ）は、ロシアの男子バレーボール選手。フロドナ出身。ポジションはセッター。ロシア代表。

## 来歴
ベラルーシリーグでプレーした後、2003年にロシア・スーパーリーグのディナモ・モスクワに入団。ルチ・モスクワ、ロコモティフ・ノヴォシビルスク、イスクラ・オジンツォボと移籍し、2009年からロコモティフ・ノヴォシビルスクに所属。
2009年にロシア代表に選出され、2011年にワールドリーグで優勝、ワールドカップで金メダルを獲得。2012年ロンドンオリンピックで金メダルを獲得した。
2012/2013欧州チャンピオンズリーグでは、ロコモティフ・ノヴォシビルスクの初優勝に貢献した。

## 球歴
- オリンピック - 2012年（金メダル）
- ワールドカップ - 2011年（金メダル）
- ワールドリーグ - 2011年（優勝）

## 所属クラブ
- Kommunalnik Grodno（2001-2003年）
- ディナモ・モスクワ（2003-2004年）
- ルチ・モスクワ（2004-2006年）
- ロコモティフ・ノヴォシビルスク（2006-2007年）
- イスクラ・オジンツォボ（2007-2009年）
- ロコモティフ・ノヴォシビルスク（2009-　）